# St. Stephan (Fessenheim)

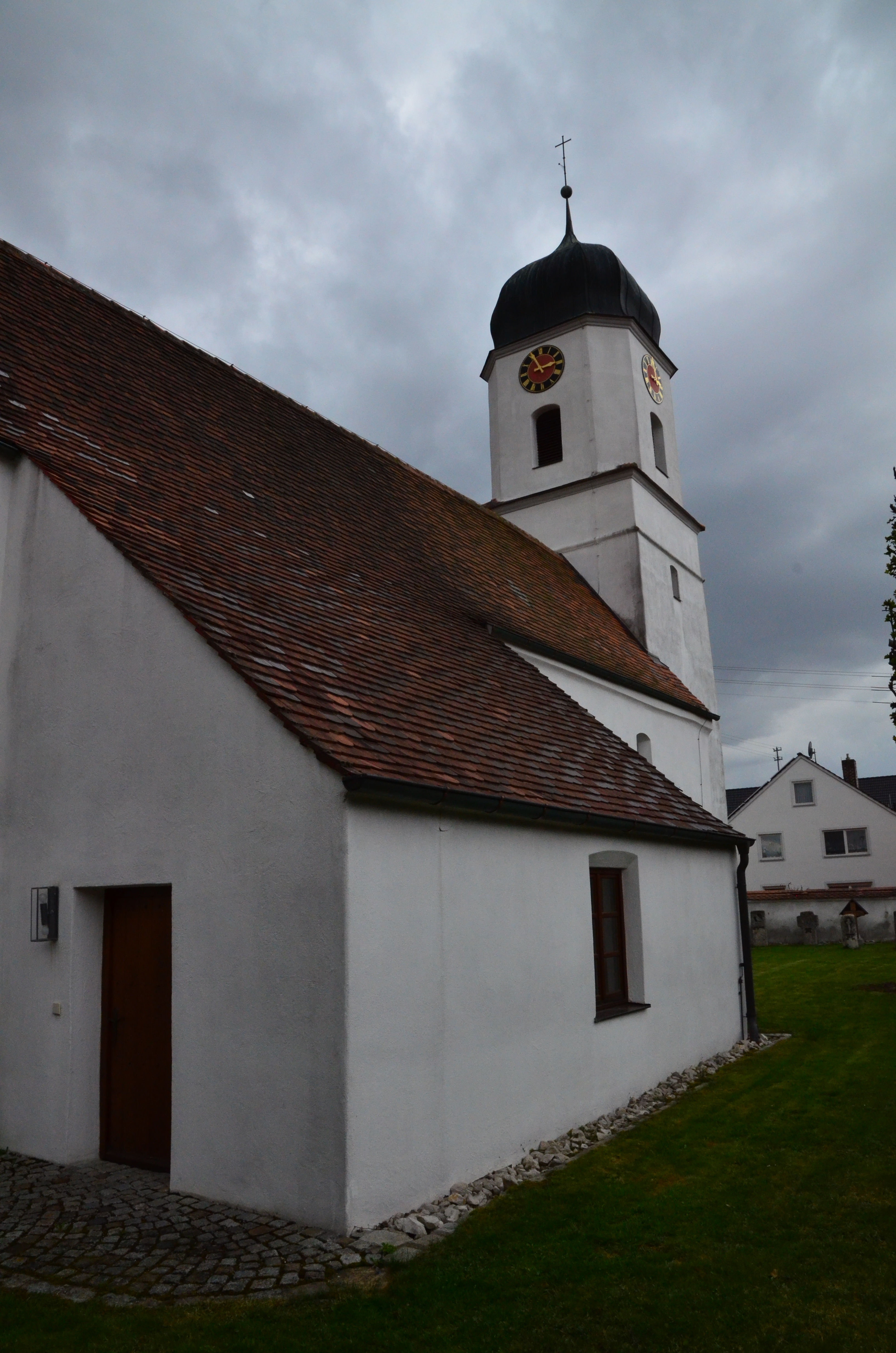
St. Stephan in Fessenheim

Die evangelisch-lutherische Pfarrkirche St. Stephan steht in Fessenheim, einem Gemeindeteil von Wechingen im schwäbischen Landkreis Donau-Ries von Bayern. Das Bauwerk ist in der Liste der Baudenkmäler in Wechingen als Baudenkmal unter der Nr. D-7-79-226-10 eingetragen. Die Kirchengemeinde gehört zum Dekanat Donau-Ries der Evangelisch-Lutherischen Kirche in Bayern.

## Beschreibung
Der im Osten dreiseitig geschlossene Chor und die Sakristei an seiner Nordwand wurden um 1400 erbaut. Der zunächst freistehende Kirchturm auf quadratischem Grundriss wurde 1716/17 mit einem achteckigen Geschoss aufgestockt, das die Turmuhr und den Glockenstuhl mit drei Kirchenglocken beherbergt, und mit einer Zwiebelhaube bedeckt. Zwischen ihm und dem Chor wurde 1809 das Langhaus eingefügt. 
Der Innenraum des Langhauses ist mit einer Flachdecke überspannt, der des Chors hat Wandmalereien aus der Zeit um 1440, auf der die Passion Jesu und das Marienleben dargestellt sind. Die Orgel wurde 1880 gebaut.